# Champigny-sur-Veude
Champigny-sur-Veude ist eine französische Gemeinde mit 813 Einwohnern (Stand: 1. Januar 2022) im Département Indre-et-Loire in der Region Centre-Val de Loire; sie gehört zum Arrondissement Chinon und zum Kanton Sainte-Maure-de-Touraine. Die Einwohner werden Campinois genannt.

## Geographie
Die Gemeinde Champigny-sur-Veude liegt an der Veude an der Grenze zum Département Vienne und im Regionalen Naturpark Loire-Anjou-Touraine, etwa 16 Kilometer südsüdöstlich von Chinon. Nachbargemeinden von Champigny-sur-Veude sind Lémeré im Norden, La Tour-Saint-Gelin im Osten, Chaveignes im Osten und Süden, Richelieu im Süden, Pouant im Südwesten sowie Assay im Westen.

## Bevölkerungsentwicklung
| Jahr                       | 1962 | 1968 | 1975 | 1982 | 1990 | 1999 | 2006 | 2013 | 2021 |
| Einwohner                  | 899  | 782  | 845  | 950  | 859  | 882  | 867  | 865  | 809  |
| Quellen: Cassini und INSEE |      |      |      |      |      |      |      |      |      |

## Sehenswürdigkeiten
- Heilige Kapelle (Saint-Chapelle), königliche Kirche der Bourbonen
- Schloss Champigny

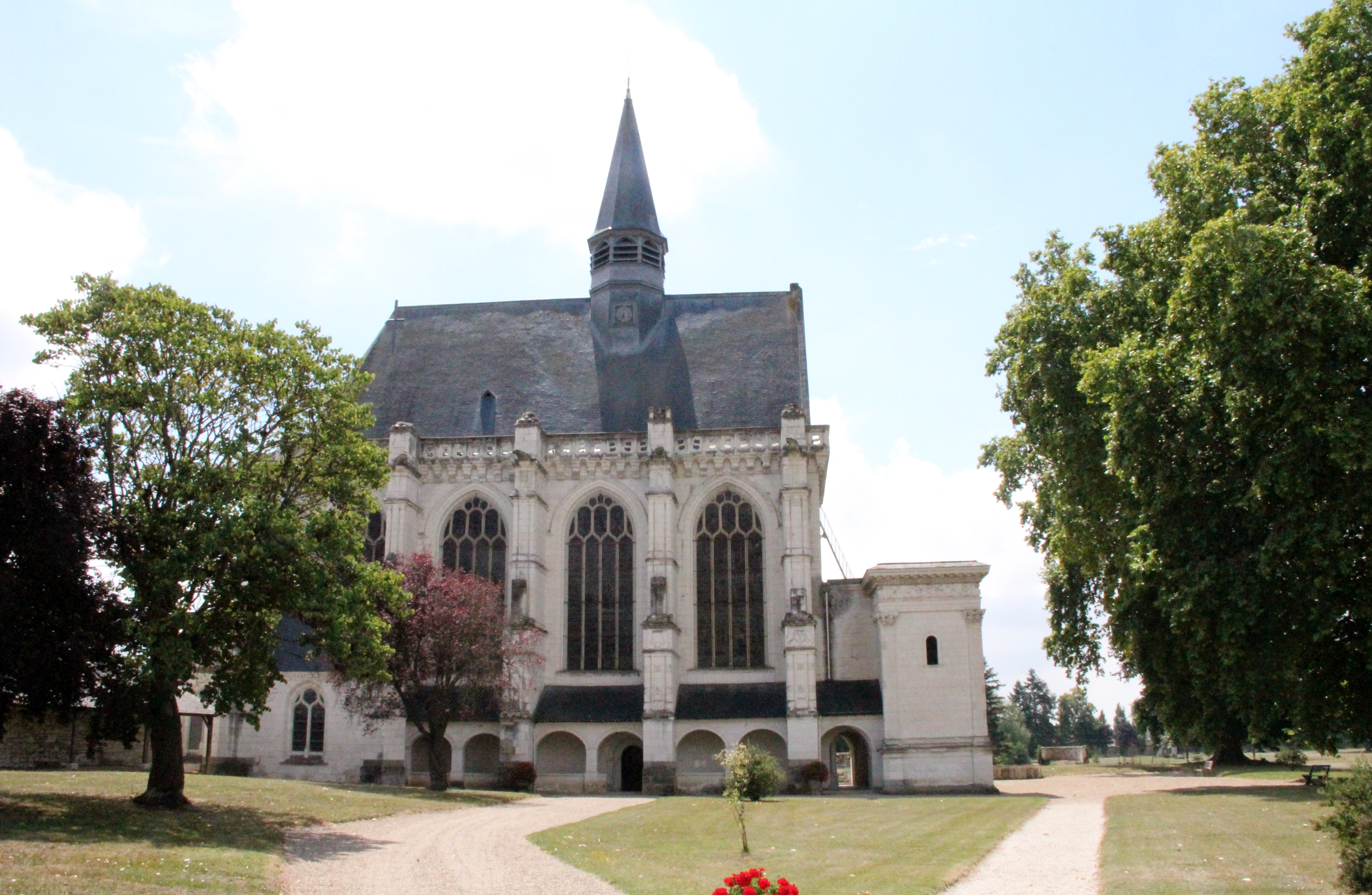
Heilige Kapelle
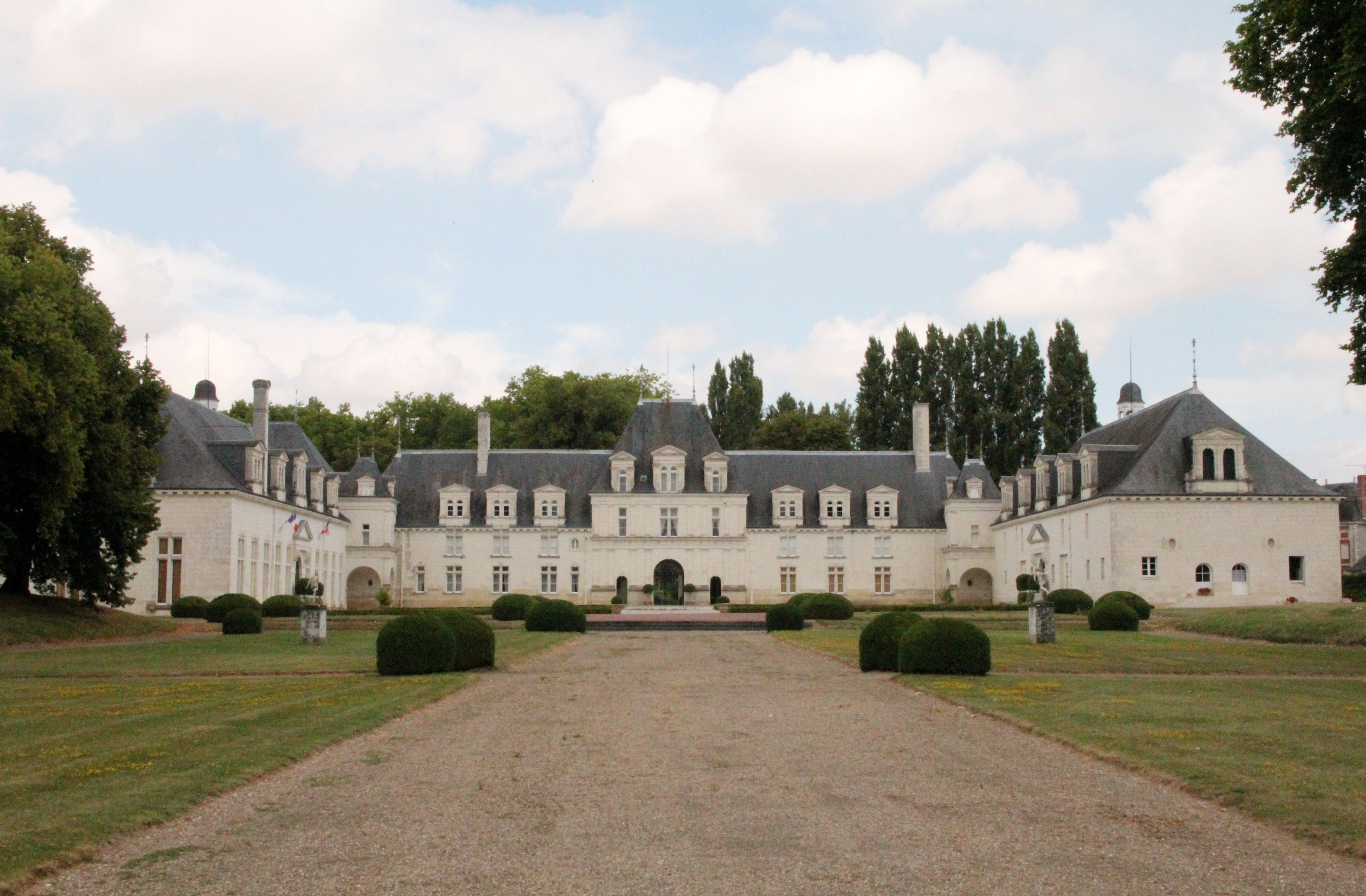
Schloss Champigny
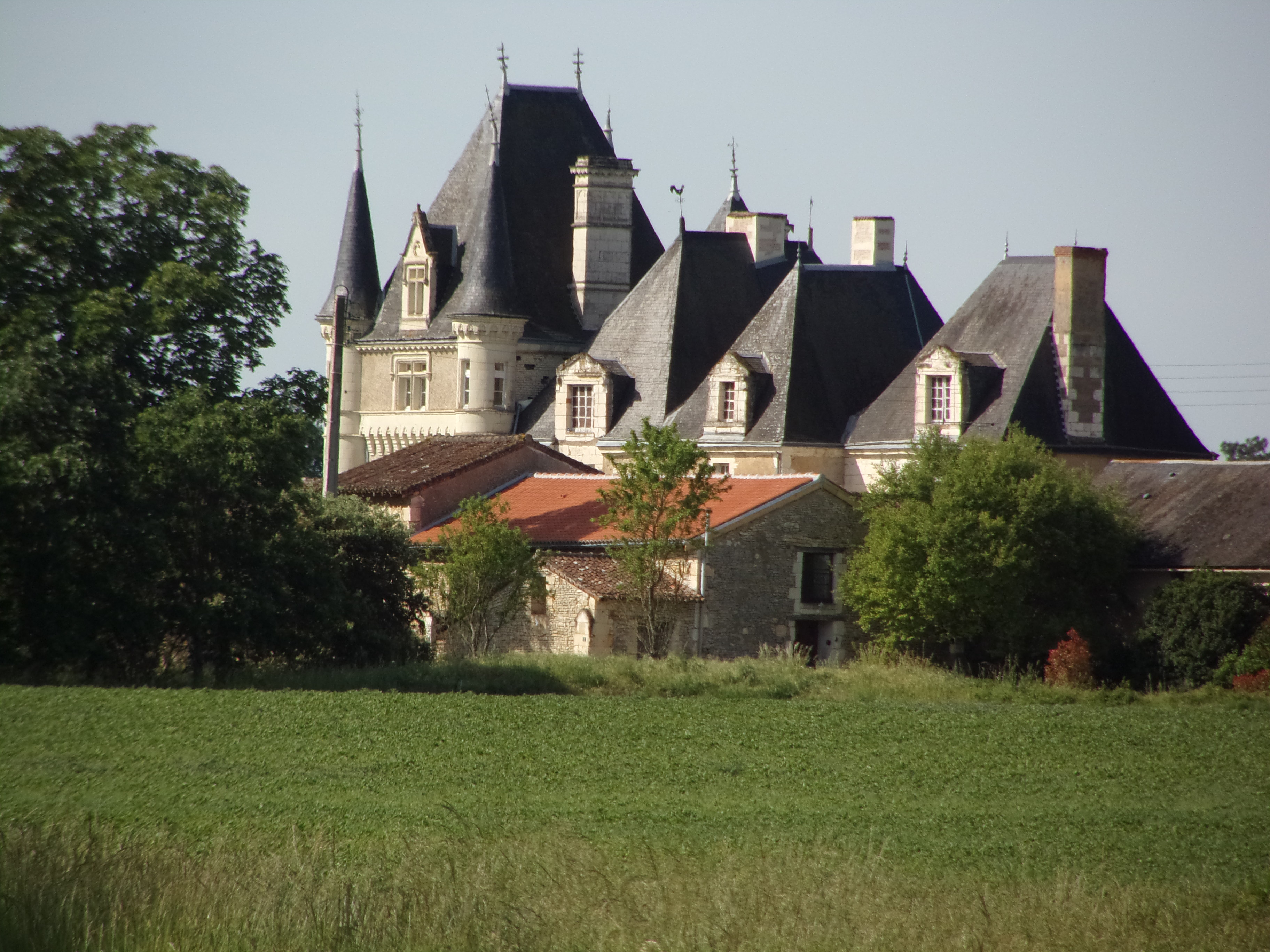
Schloss La Pataudière
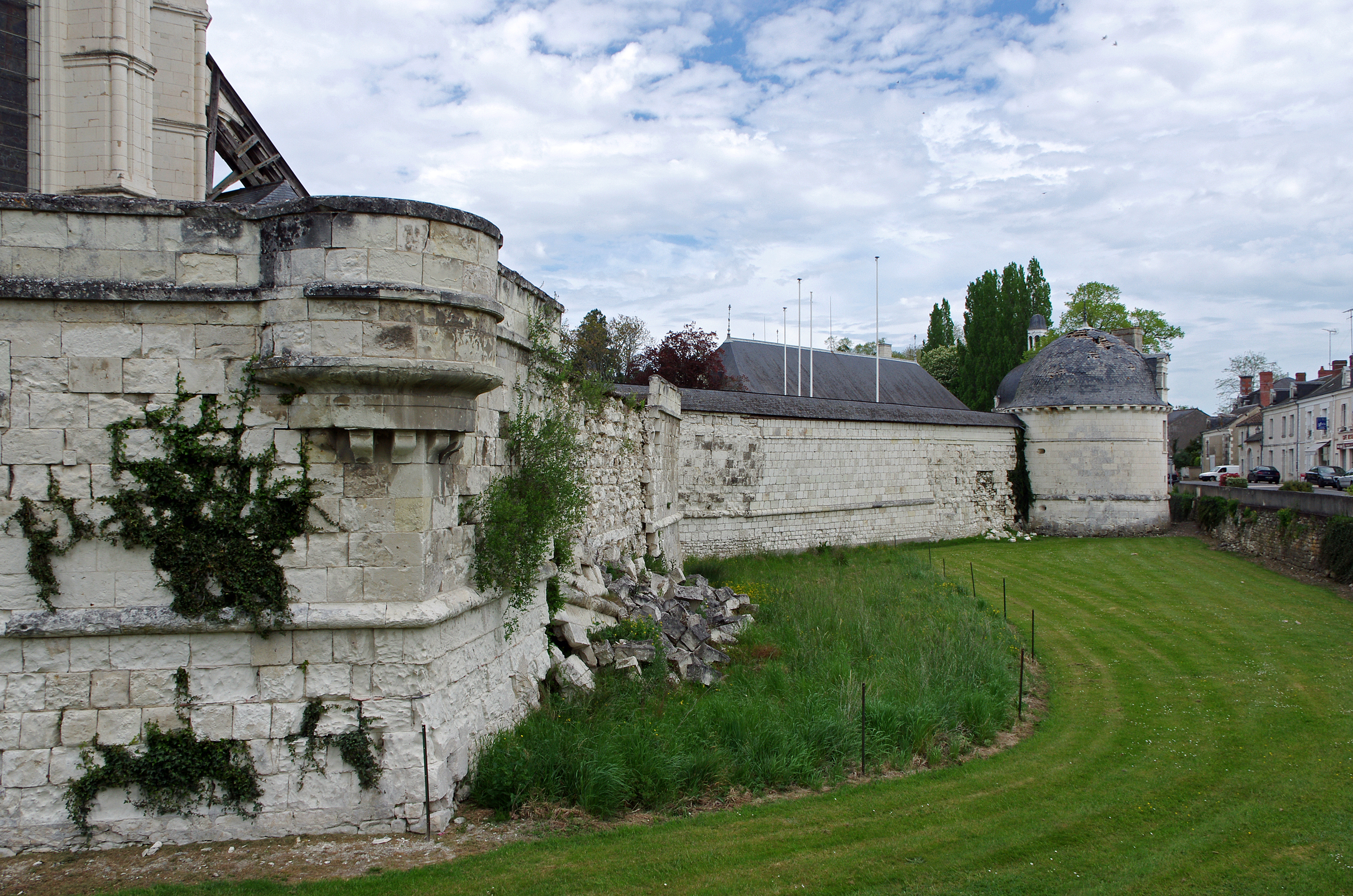
Beschädigte und noch nicht reparierte ehemalige Ortsbefestigung

## Persönlichkeiten
- Louis III. de Bourbon, duc de Montpensier (1513–1582), Prinz
- Michel Lambert (1610–1696), Komponist und Sänger
- Honoré Barthélémy (1891–1964), Radrennfahrer